# Шевце-Надольне
Шевце-Надольне (пол. Szewce Nadolne) — село в Польщі, у гміні Бедльно Кутновського повіту Лодзинського воєводства.
Населення — 103 особи (2011).
У 1975-1998 роках село належало до Плоцького воєводства.

## Демографія
Демографічна структура станом на 31 березня 2011 року:
|          | Загалом | Допрацездатний вік | Працездатний вік | Постпрацездатний вік |
| -------- | ------- | ------------------ | ---------------- | -------------------- |
| Чоловіки | 48      | 9                  | 32               | 7                    |
| Жінки    | 55      | 6                  | 35               | 14                   |
| Разом    | 103     | 15                 | 67               | 21                   |